# Alexandre Calame
Alexandre Calame (født 28. maj 1810 i Vevey, død 19. marts 1864) var en schweizisk landskabsmaler.

## Liv og gerning
Calame kom efter en opvækst under meget trange kår, der tvang ham til en ansættelse ved en bank, 1829 i François Didays atelier. Calame malede alpe- og skovlandskaber og fik snart ry som sit lands største mester i skildringen af storartet alpenatur. Det er det effektfulde schweiziske alpelandskab med dets gletsjere, vandfald og bjergstrømme, hvorom hans kunst svinger i grandiose arbejder af ypperlig tegning og sikker komposition, medens det skorter på malerisk kraft, og den hyppige gentagelse af de samme motiver ofte bringer hans kunst over i rutinen. Calame har med held også fremstillet italiensk natur (Pæstums Ruiner, museum i Leipzig, hvor Calame er særlig rigt repræsenteret, med mange flere). Udstillinger i Paris, Berlin med flere gjorde hans navn verdensberømt. Blandt hans værker kan fremhæves: Montblanc, Jomfruen, Brienz-Søen, Monte Rosa og Mont Cervin, Motiv fra Vierwaldstätter-Søen, Bjergstrømmen (Dresdens Galleri) samt hans måske populæreste værk: De fire Aars- og Dagstider, fremstillet i en cyklus af fire landskaber: forårsmorgen, sommermiddag, efterårsaften og vinternat. I Ny Carlsberg Glyptotek Skovparti. Også en række dygtige og meget udbredte raderinger; endvidere litografier. I Genève blev der 1880 afsløret et monument for Calame.